# Cầy mangut Meller
Rhynchogale melleri là một loài động vật có vú trong họ Cầy mangut, bộ Ăn thịt. Loài này được Gray mô tả năm 1864.
Loài này được tìm thấy ở Cộng hòa Dân chủ Congo, Malawi, Mozambique, Nam Phi, Eswatini, Tanzania, Zambia và Zimbabwe. Nó là thành viên duy nhất của chi Rhynchogale.